# Palaeoproteus miocenicus
Palaeoproteus miocenicus — викопний вид саламандр вимерлої родини Batrachosauroididae, що існував під час міоцену в Європі. Відкритий у 2020 році українським та швейцарським науковцями.

## Відкриття
До описання цього виду в роді Palaeoproteus було відомо два види — Palaeoproteus klatti Herre, 1935 (палеоцен, Німеччина) та Palaeoproteus gallicus Estes et al., 1967 (еоцен, Франція та Бельгія). Вважалося, що рід вимер 43 млн років тому. У 2020 році швейцарський палеонтолог Давід Василян та його український колега Вадим Яненко описали новий вид Palaeoproteus miocenicus на основі решток, що знайдені у вапняковому кар'єрі в селі Гриців Хмельницької області, що зберігалися неописаними понад 30 років в Національному науково-природничому музеї НАНУ, а також декількох кісток з музеїв Австрії. Це були нижньощелепові дуги й спинні хребці.

## Опис
За оцінкам, саламандра сягала від 17 до 39 см завдовжки. Ймовірно, вів повністю водний спосіб життя.